# 北薩線

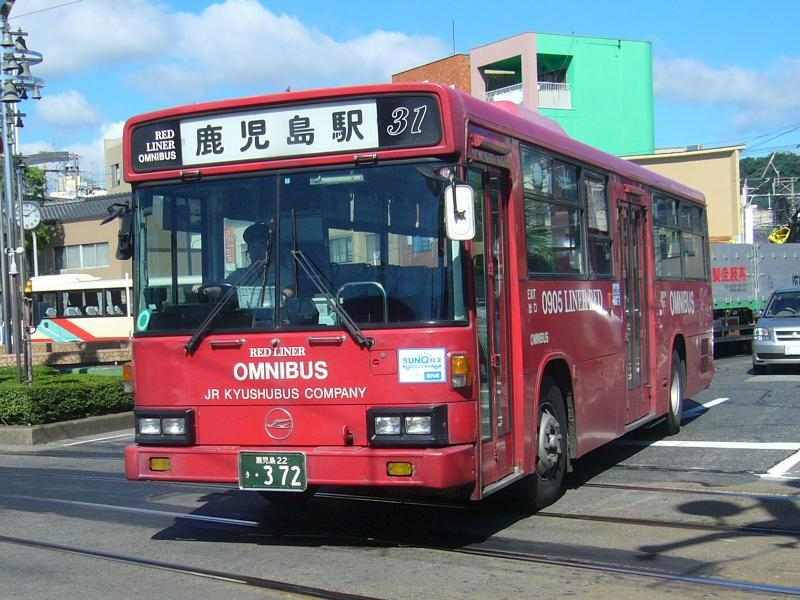
北薩線 531-0905

北薩線（ほくさつせん）は、JR九州バスが運行する自動車路線である。かつては日本国有鉄道、九州旅客鉄道が運行していた。
本項では、運行を担当する鹿児島支店（かごしましてん）と、路線の中間拠点として機能している自動車駅である薩摩郡山駅（さつまこおりやまえき）及び定期観光バスについても記述する。

## 担当営業所

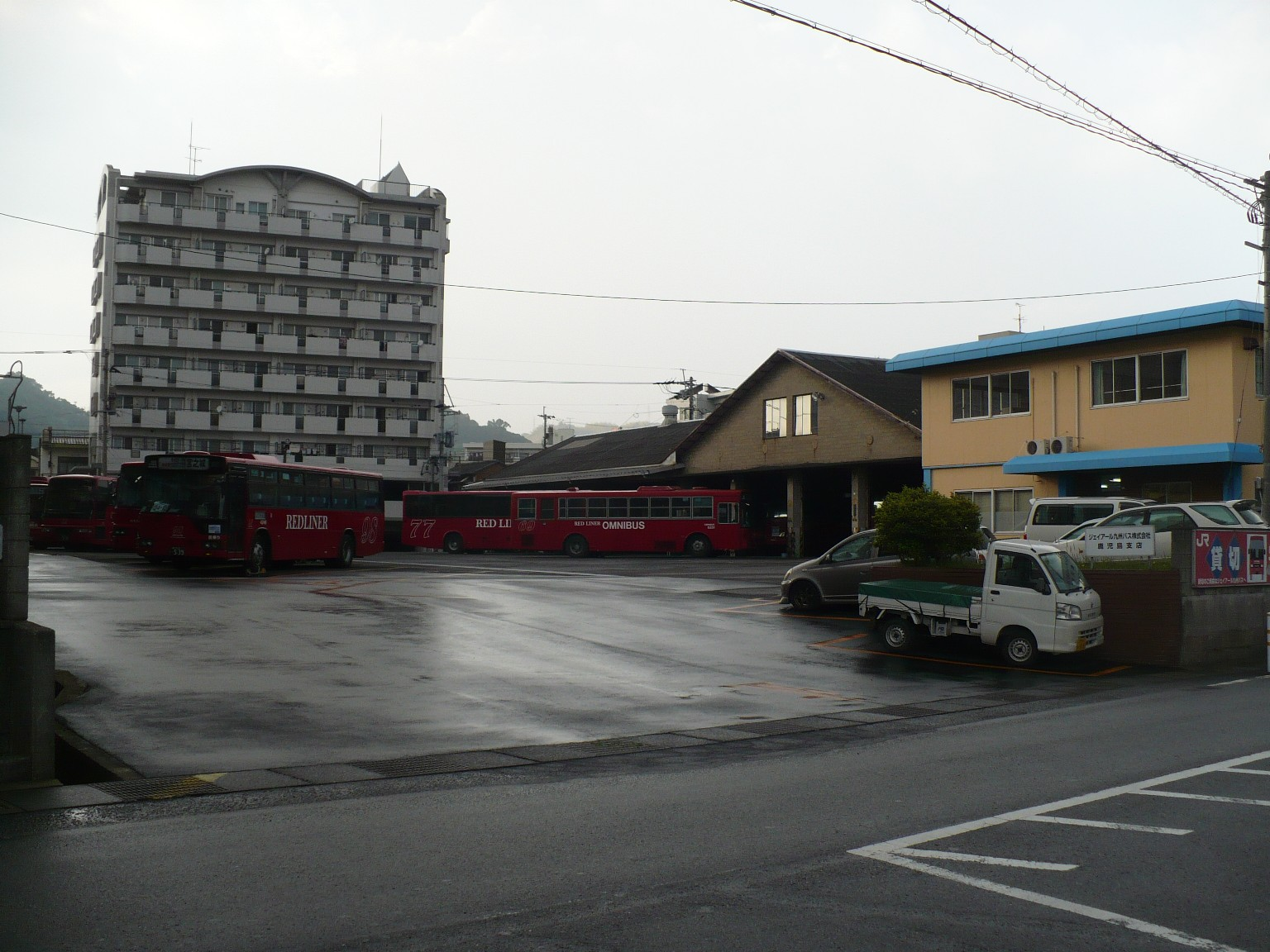
北薩線を担当するJR九州バス鹿児島支店

- 鹿児島支店

## 路線一覧
薩摩郡山駅は自動車駅。

### 現行路線
※印の停留所に停車しない便あり。
- 北薩線
  - 鹿児島駅 - ※桜島桟橋 - 水族館口 - 市役所前 - 天文館 - 高見馬場 - 加治屋町 - ※鹿児島中央駅 - 千石馬場 - 中草牟田 - 伊敷脇田 - 薩摩塚田 - 小山田校前 - 上園 - 薩摩郡山 - 郡山麓 - 茄子田下 - 茄子田 - 入来峠 - 日の丸 - 入来 - 入来温泉口 - 副田 - 山崎町 - 船木 - 屋地本町 - 宮之城
  - 薩摩塚田 - 川田中 - 東俣 - 花尾 - 茄子田下
  - 上園 - 明桜館高校前 - ※明桜館高校 - 郡山麓（薩摩郡山）
  - 宮之城 - 薩摩中央高校

#### 運行地域
- 鹿児島県鹿児島市（旧・郡山町を含む）
- 鹿児島県薩摩川内市（旧・入来町エリア）
- 鹿児島県薩摩郡さつま町（旧・宮之城町エリア）

#### 鹿児島市内の系統番号（2015年3月現在）
- 1：鹿児島中央線
  - 鹿児島駅 - 水族館口・市役所前・天文館・高見馬場・加治屋町 - 鹿児島中央駅
- 2：鹿児島中央線
  - 鹿児島中央駅 - 加治屋町・高見馬場・天文館・市役所前・水族館口・桜島桟橋 - 鹿児島駅
- 54-1：北薩線
  - 鹿児島中央駅 - 千石馬場・中草牟田・伊敷脇田・薩摩塚田・小山田校前・上園・薩摩郡山・郡山麓・茄子田下・茄子田・入来峠・日の丸・入来・入来温泉口・副田・山崎町・船木・屋地本町 - 宮之城
- 54-1：北薩線
  - 鹿児島中央駅 - 千石馬場・中草牟田・伊敷脇田・薩摩塚田・小山田校前・上園・明桜館高校前・明桜館高校・薩摩郡山・郡山麓・茄子田下・茄子田・入来峠・日の丸・入来・入来温泉口・副田・山崎町・船木・屋地本町 - 宮之城
- 57：北薩線（明桜館高校経由）
  - 鹿児島駅 - 水族館口・市役所前・天文館・高見馬場・加治屋町・千石馬場・中草牟田・伊敷脇田・薩摩塚田・小山田校前・上園・明桜館高校前・郡山麓 - 薩摩郡山
- 57-1：北薩線（中央駅・明桜館高校経由）
  - 鹿児島駅 - 水族館口・市役所前・天文館・高見馬場・加治屋町・鹿児島中央駅・千石馬場・中草牟田・伊敷脇田・薩摩塚田・小山田校前・上園・明桜館高校前・郡山麓 - 薩摩郡山
- 58：北薩線（川田経由）
  - 鹿児島駅 - 水族館口・市役所前・天文館・高見馬場・加治屋町・千石馬場・中草牟田・伊敷脇田・薩摩塚田・川田中・東俣・花尾・茄子田下・郡山麓 - 薩摩郡山
- 58-1：北薩線（中央駅・川田経由）
  - 鹿児島駅 - 水族館口・市役所前・天文館・高見馬場・加治屋町・鹿児島中央駅・千石馬場・中草牟田・伊敷脇田・薩摩塚田・川田中・東俣・花尾・茄子田下・郡山麓 - 薩摩郡山

### 主な廃止路線・系統
- 北薩線
  - 鹿児島駅 - 市役所前 - 天文館 - 西鹿児島駅 - 九州自動車道 - 入来 - 宮之城
1988年7月から、鹿児島駅 - 宮之城間の特急便1往復を九州自動車道経由に乗せ換えて運行を開始した高速道路経由の路線である[1]。宮之城発鹿児島行き（午前）は「かぐや姫号」、鹿児島発宮之城行き（午後）は「ちくりん号」の愛称が付けられていた[1]。その後も時刻・本数等にほとんど変化のないまま運行が続けられ、2000年3月に廃止となった。
  - 屋地下町 - 出水駅 - 米ノ津（1996年9月1日廃止[2]）
  - 宮之城 - 登尾
- 「あいばす」(いわさきバスネットワークに移管。)

鹿児島市のコミュニティバス。郡山地域の路線（旧「郡山元気バス」）を担当した。
- 加治木線
  - 入来 - 蒲生町 - 加治木駅
  - 加治木駅 - 辺川・菖蒲谷 - 嶽

## 主な自動車駅

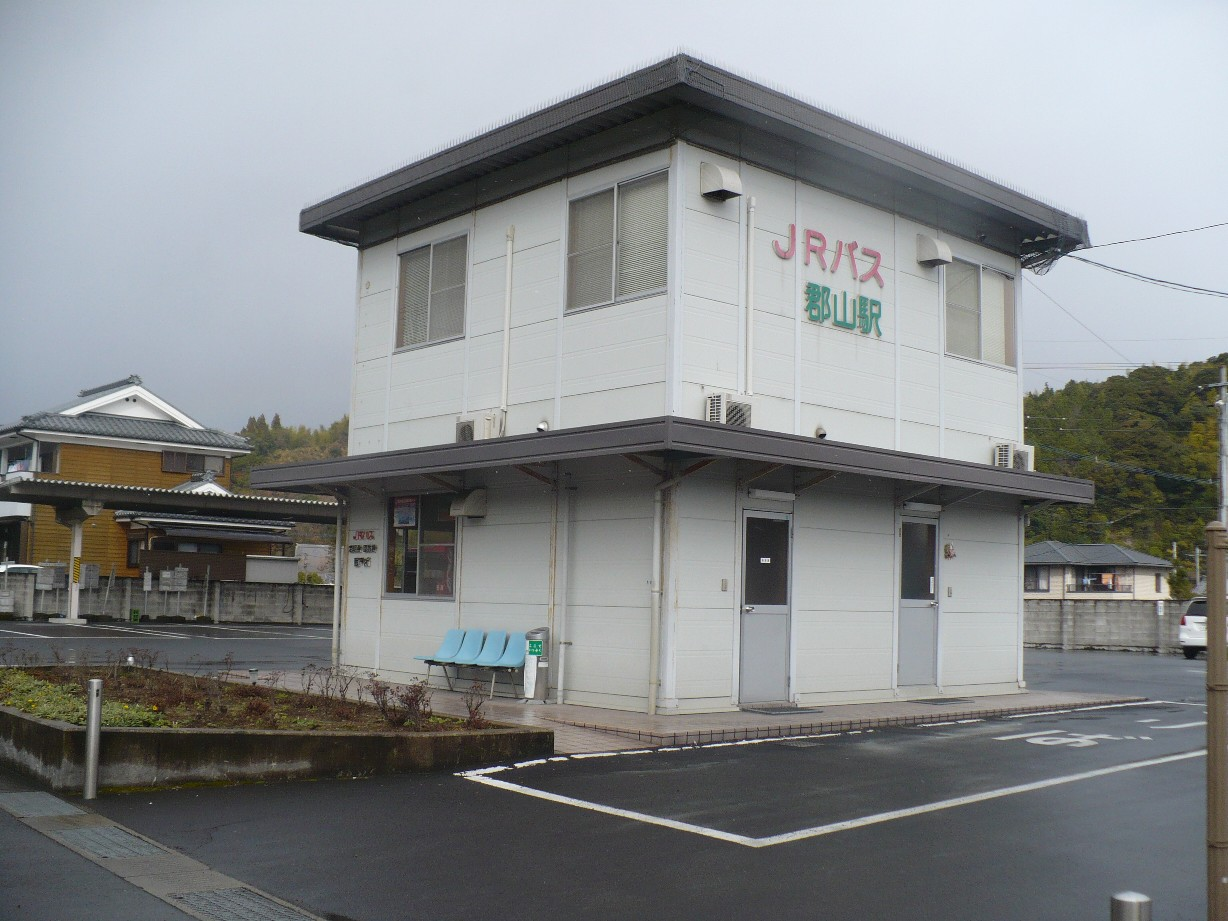
薩摩郡山駅

- 薩摩郡山駅…鹿児島市郡山町1432にある、自動車駅。旧日置郡郡山町時代の中心駅でもあった。

## 車両

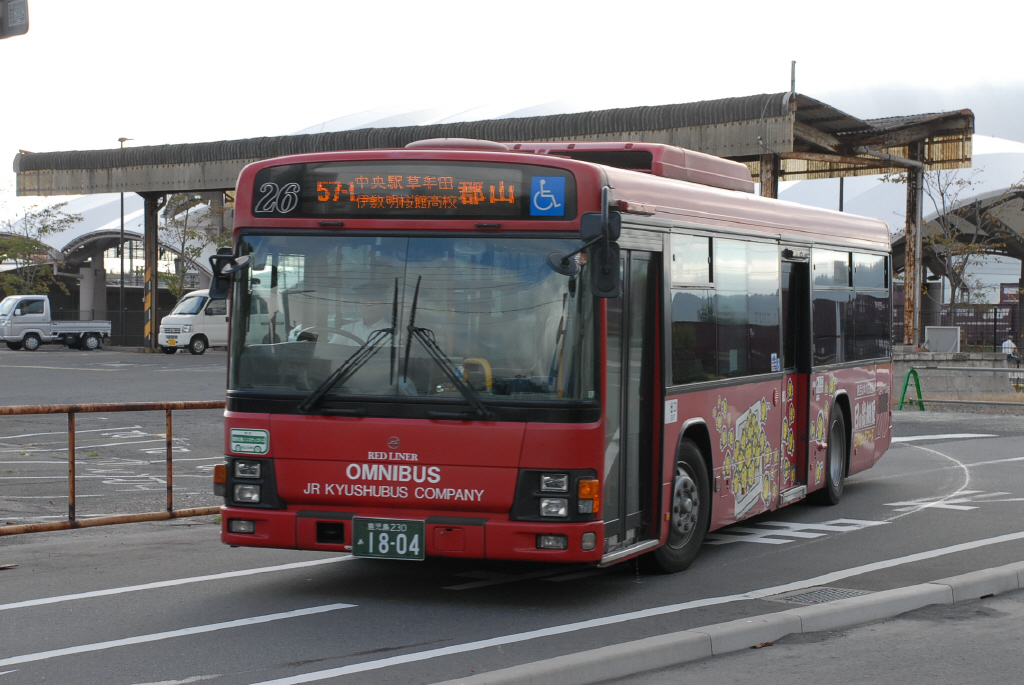
路線車
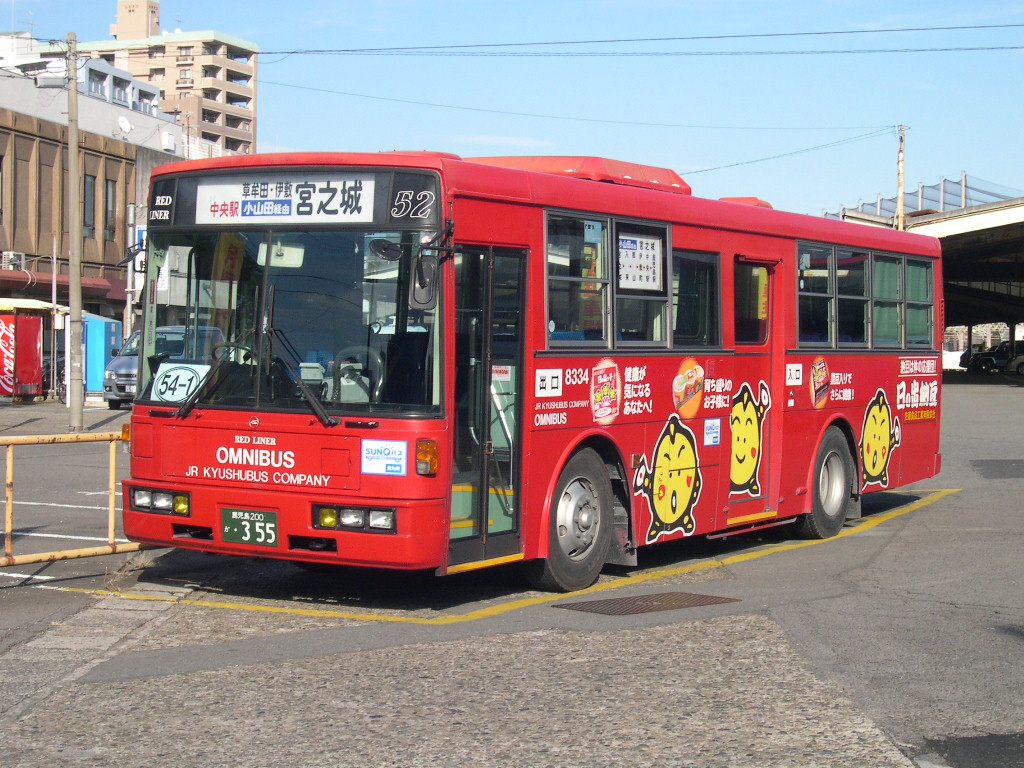
過去の車両
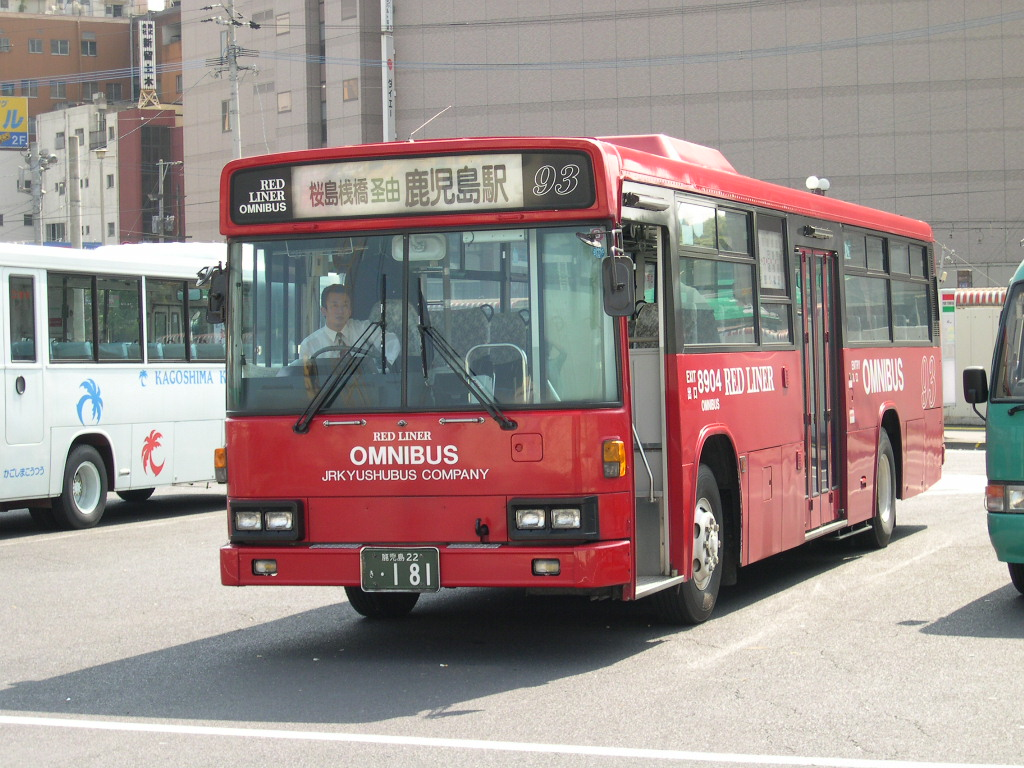
過去の車両
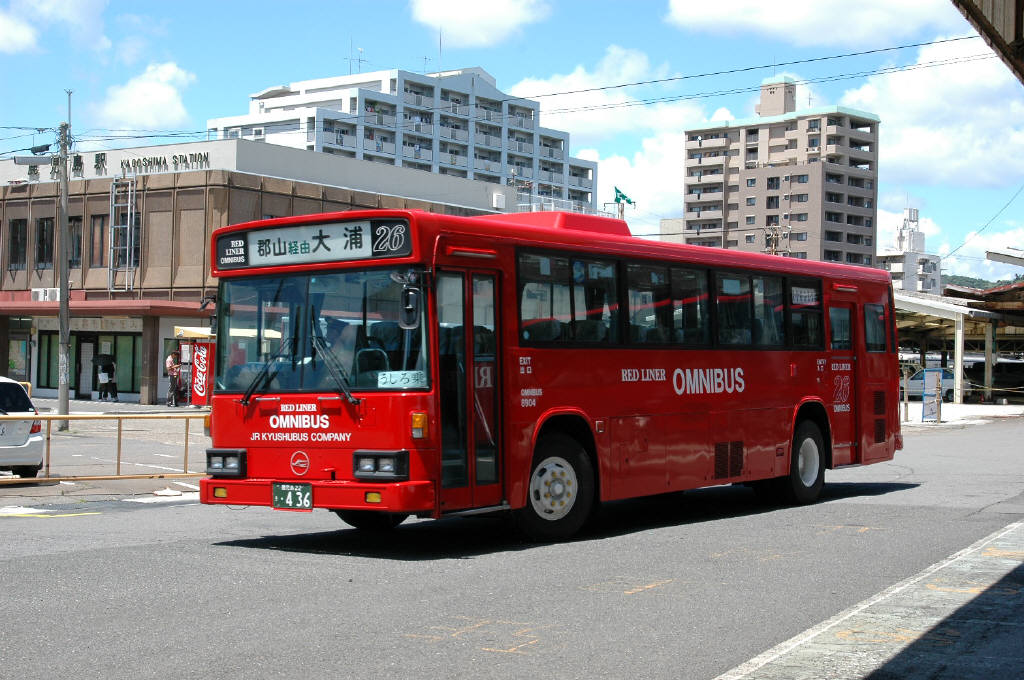
過去の車両
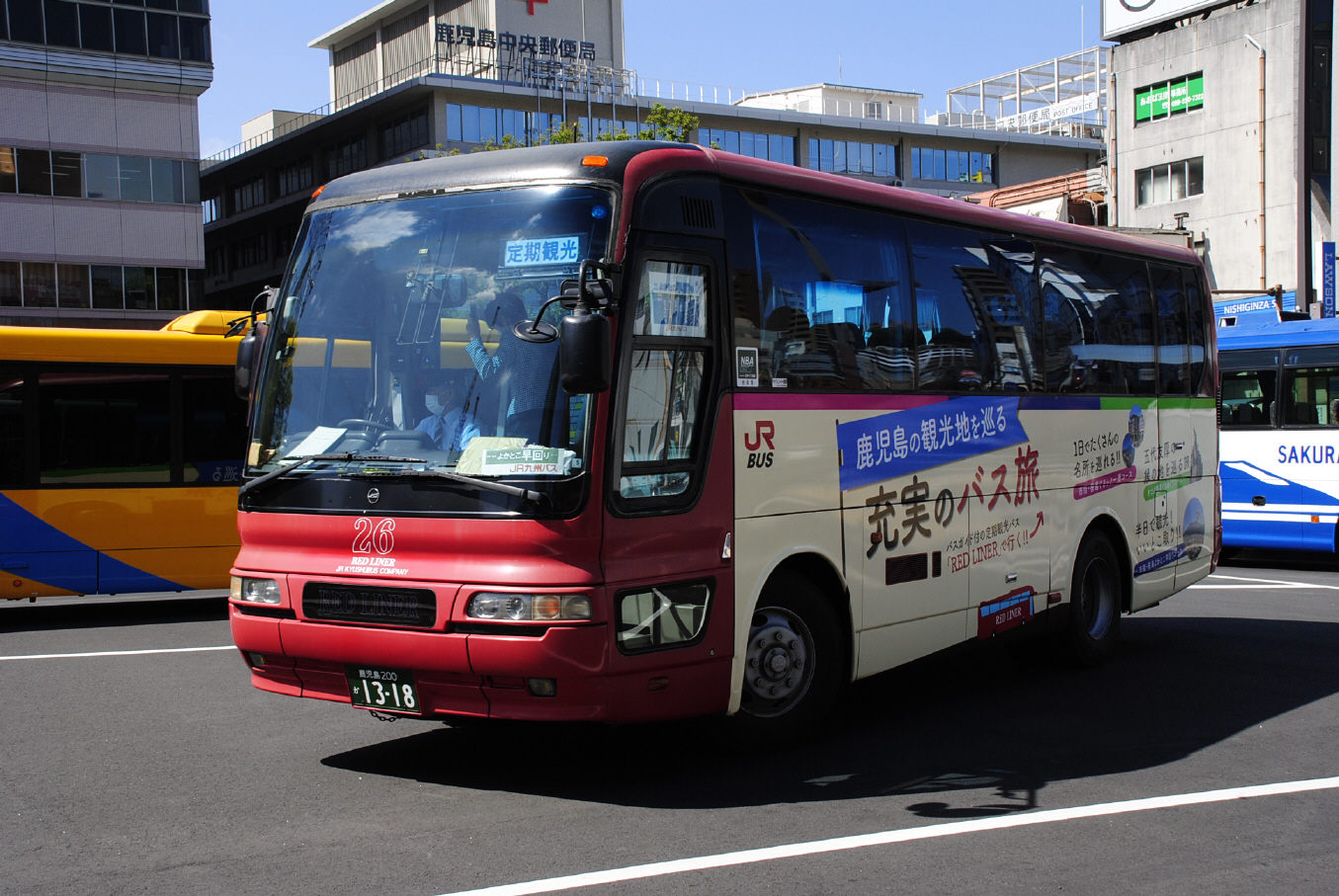
定期観光バス

## 定期観光バス
コロナの影響などで2020年10月1日から運行休止中

## 注記
1. 1 2  『日本の鉄道全路線 7 JR九州』（別冊）鉄道ジャーナル、1989年1月、132-133頁。
2. ↑  「路線バス4区間今月限りで廃止」『交通新聞』交通新聞社、1996年8月28日、1面。